# Carl Ernst Morgenstern

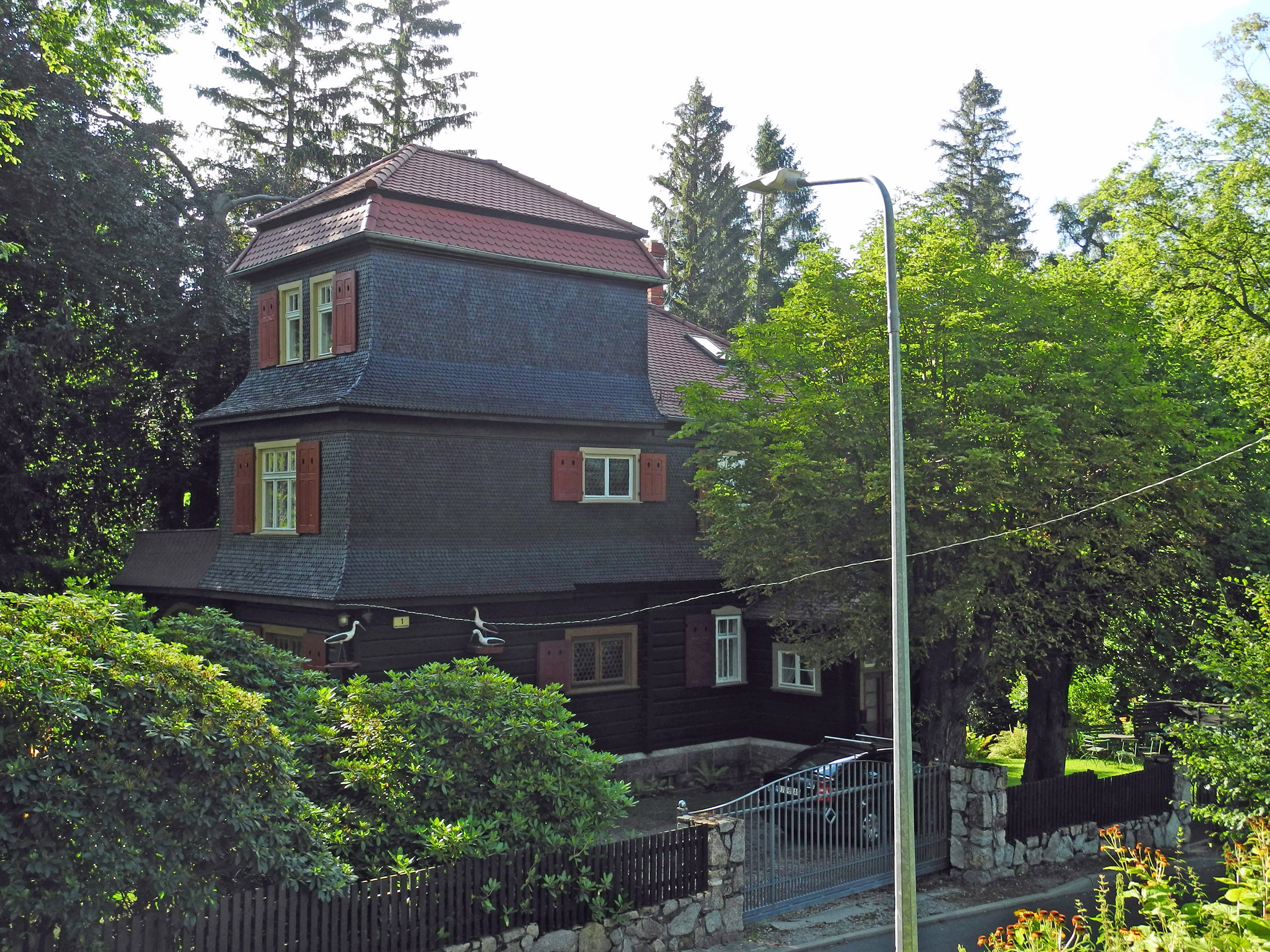
Wohn- und Sterbehaus des Malers in Wolfshau, jetzt OT von Karpacz

Carl Ernst Morgenstern (* 14. September 1847 in München; † 9. September 1928 in Wolfshau im Riesengebirge (heute als Wilcza Poręba ein südlicher Stadtteil von Karpacz)) war ein deutscher Landschaftsmaler.

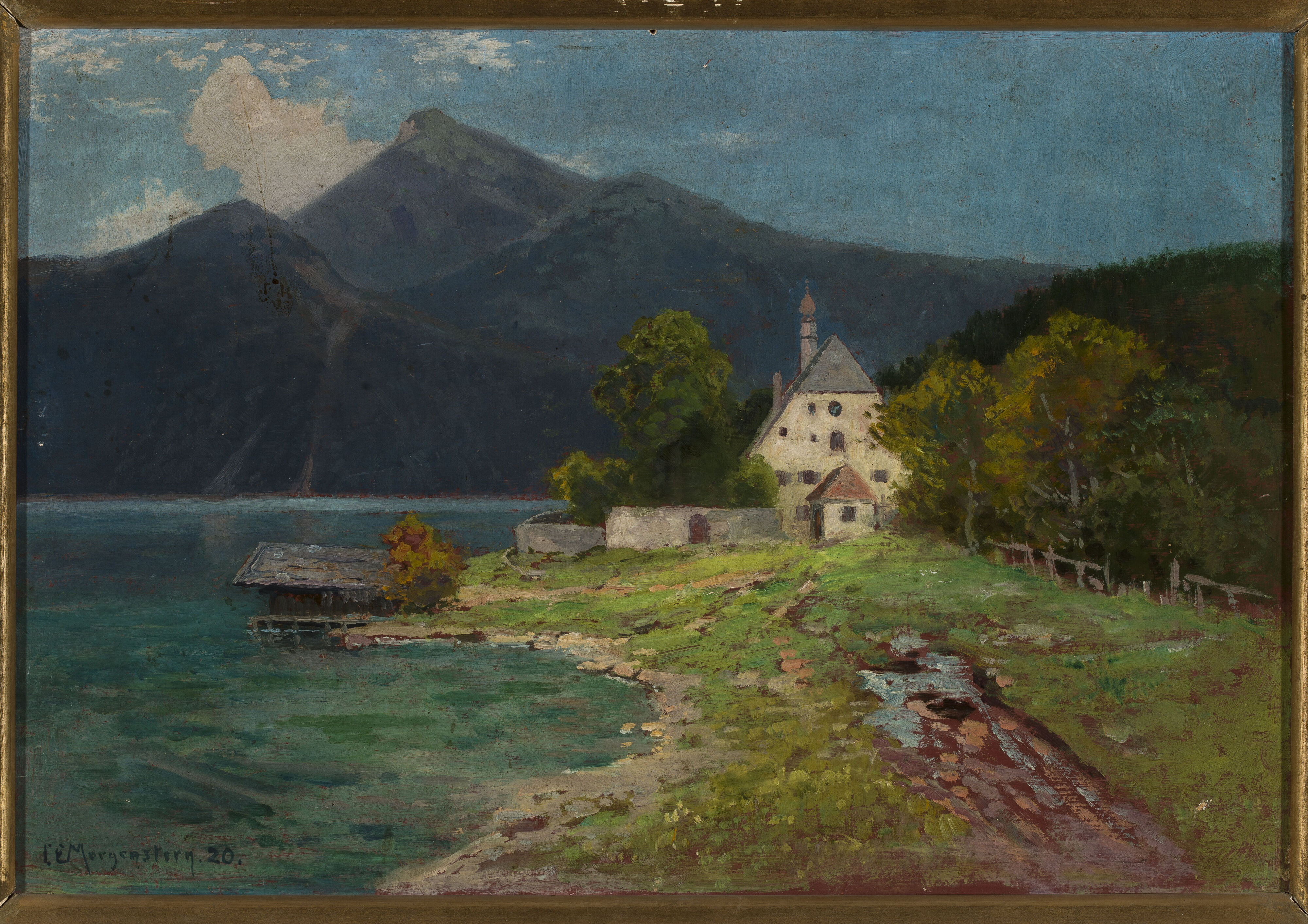
Landschaft mit See in den Bergen (1920)

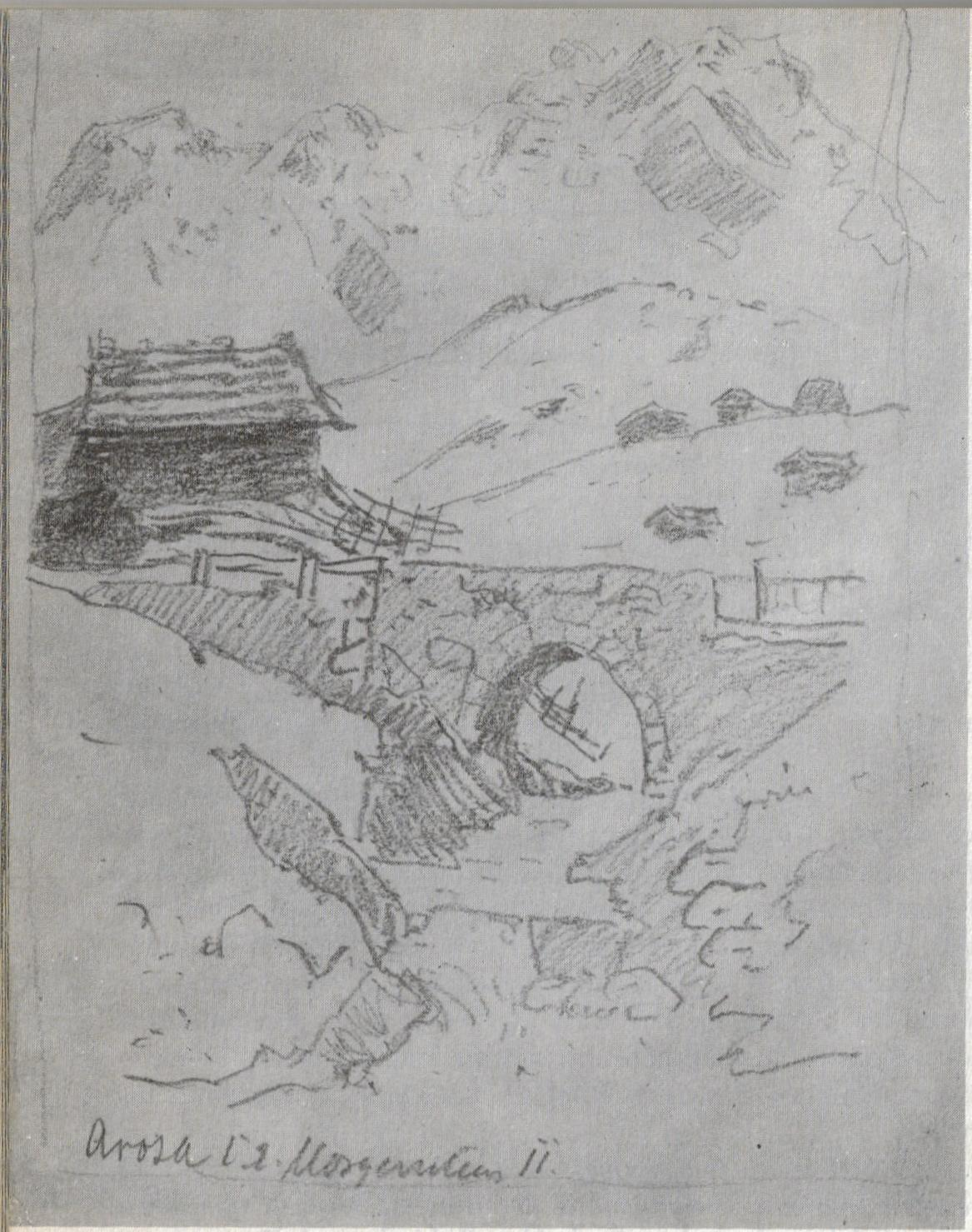
Arosa, Zeichnung

## Leben
Morgensterns Vater Christian E. B. Morgenstern war ebenfalls Landschaftsmaler, am Hof Ludwigs I. von Bayern. Bei ihm erhielt er den ersten Unterricht. Der Großvater war Miniaturmaler.
Der Münchner Miniaturmaler Carl Restallino (1776–1864) war zeitweise sein Pflegevater und Lehrer, weitere Lehrer waren Josef Schertel (1810–1869), Eduard Schleich und Theodor Kotsch. Er vollendete seine Studien mit Reisen nach Frankreich, Belgien, Holland und in die Schweiz.
Er heiratete Charlotte, Tochter des Landschaftsmalers Schertel, die in Bad Aibling bereits im Jahre 1881 an Tuberkulose starb. Von seiner zweiten Frau Amélie von Dall’Armi aus Starnberg ließ er sich 1894 scheiden. Wenig später heiratete er seine Schülerin Elisabeth Reche aus Breslau, die im Februar 1914 starb. Sein Sohn, der Dichter Christian Morgenstern, 1871 geboren, entstammt der Ehe mit Charlotte Schertel. 1890 siedelte er nach Wolfshau südlich von Krummhübel über.

## Schaffen
1883 wurde er als Professor an die Kunstgewerbeschule in Breslau berufen. Er übernahm die neu eingerichtete Klasse für Landschaftsmalerei, wo er – unter dem Eindruck der Schule von Barbizon – die Freilichtmalerei in den Lehrstoff einführte. Drei Jahre später übernahm er zusätzlich die Leitung einer Radierklasse. Morgenstern wirkte als Lehrer bis 1913 an der Schule. Der Professor wählte Krummhübel als Wohnort und ließ sich an der Blagnitz (Płomnica) in der heutigen Skłodowska-Str. Nr. 1 ein Haus bauen. Im Jahre 1913 gründete er zusammen mit Elisabeth Morgenstern eine Stiftung. Morgenstern starb in diesem Haus kurz vor der Vollendung seines 81. Lebensjahres. Er schuf unter anderem folgende Zeichnungen: Landschaft mit Mühle in einer Schlucht (Murnau, 30. Juli 1873), Dorf an einem Wasser (Uffing, 3. August 1873, Aquarellskizze), Partie bei Berchtesgaden (12. August 1874, Bleistift).

## Werke in öffentlichen Sammlungen
- Hamburger Kunsthalle: Dorfstraße, Öl auf Pappe, 27,2 × 43,5 cm